# ملعب سالم مبروكي
ملعب سالم مبروكي هو ملعب متعدد الأغراض في الرويبة، الجزائر العاصمة، الجزائر.  يتم استخدامه حاليًا في الغالب لمباريات كرة القدم. يتسع الملعب لـ12,000 شخص. 